# Verzorgingsplaats Het Goor
Verzorgingsplaats Het Goor is de eerste verzorgingsplaats aan de Nederlandse A67 tussen de Belgische grens en aansluiting Hapert in de richting van Eindhoven en Venlo. De verzorgingsplaats ligt in de gemeente Bladel.
Richting Duisburg: Het Goor · Meelakkers · Het Gevlocht · Deersels · Zwartewater
Richting Antwerpen: Venlose Heide · Reunen · De Slenk · Helenaveen · De Leysing · Oeijenbraak · Oeienbosch · De Beerze